# Football magazine
Football magazine était un mensuel français consacré exclusivement au football. Il fut édité à Paris de février 1960 à 1979 par L'Équipe. Son objectif était de contrer la publication de Miroir Sprint : Miroir du football. La publication de Football magazine cesse d'ailleurs quelques mois après l'arrêt du Miroir.